# Rhinomorinia scutellata
Rhinomorinia scutellata är en tvåvingeart som beskrevs av Crosskey 1977. Rhinomorinia scutellata ingår i släktet Rhinomorinia och familjen gråsuggeflugor. Inga underarter finns listade i Catalogue of Life.